# سیمانی علیا
سیمانی علیا، روستایی از توابع بخش مرکزی شهرستان اسلام‌آباد غرب در استان کرمانشاه ایران است.

## جمعیت
این روستا در دهستان حومه شمالی قرار دارد و براساس سرشماری مرکز آمار ایران در سال ۱۳۸۵، جمعیت آن ۶۷ نفر (۱۳خانوار) بوده‌است.